# Michał Czudowski
Michał Czudowski (ur. 22 maja 1894, zm. 1959 w Sydney) – polski urzędnik konsularny.

## Życiorys
Syn Tadeusza i Marii Lutz. Pełnił cały szereg funkcji w polskiej służbie dyplomatyczno-konsularnej, m.in. pracownika Przedstawicielstwa RP w Moskwie (1918–1920), wicekonsula w Królewcu (1920–1924), urzędnika Departamentu Politycznego MSZ (1924–1927), ponownie wicekonsula w Królewcu (1927–1930), wicekonsula w Strasburgu (1930–1932), urzędnika DP MSZ (1933–1935), konsula w Lipsku (1935–1936), konsula we Wrocławiu (1936–1937), urzędnika DP MSZ (1937–), i konsula w Użgorodzie (1939–1940).
Był mężem Aleksandry z Biedrzyckich h. Rawicz (1910–2004).

## Ordery i odznaczenia
- Srebrny Krzyż Zasługi (5 lutego 1929)[2]
- Medal Dziesięciolecia Odzyskanej Niepodległości
- Krzyż Oficerski Orderu Oranje-Nassau (Holandia)
- Krzyż Zasługi (Węgry)